# CHANGE: A Homeless Survival Experience
CHANGE: A Homeless Survival Experience (с англ. Перемены: Опыт выживания бездомных) — компьютерная игра в жанре симулятора, разработанная и изданная британской компанией Delve Interactive. Релиз игры состоялся 2 мая 2020.

## Разработка
12 мая 2017 года, на Kickstarter разработчики запросили сумму 3000 фунтов стерлингов на создание игры. Попутно ведя блог всё на той же странице Kickstarter Delve Interactive поставили цель выпустить игру до конца 2017, начала 2018 года.

## Отзывы критиков
| Иноязычные издания    | Иноязычные издания |
| Издание               | Оценка             |
| --------------------- | ------------------ |
| New Game Network      | 80/100             |
| CyberPowerPC          | 86/100             |
| Русскоязычные издания |                    |
| Издание               | Оценка             |
| StopGame.ru           | Изумительно        |

Кирилл Волошин с сайта StopGame высоко оценил механику, концепцию, сложность и саундтрек дав общий комментарий по игре "Это один из самых честных и реалистичных симуляторов выживания на моей памяти".
Критик с сайта New Game Network Стивен ЛаГиойя дал игре 80 баллов, занизив оценку из-за производительности.
Роберт Перчес с сайта Eurogamer сказал что игра его растрогала и дала задуматься о том, насколько тяжело людям живущим на улице.